# Il mondo dell'orrore di Dario Argento
Il mondo dell'orrore di Dario Argento è un film documentario del 1985 diretto da Michele Soavi.

## Trama
Il documentario ricostruisce la carriera cinematografica di Dario Argento: contiene interviste, rilasciate dallo stesso Argento e dagli attori che lavorarono con lui, e sequenze tratte dai suoi film.

## Accoglienza
La maggior parte delle opere di Argento circolavano all'epoca in versioni censurate, perciò Il mondo dell'orrore fu assai ricercato da numerosi fan del regista perché contenente numerose scene tagliate (tra cui la sequenza di apertura del doppio omicidio di Suspiria).